# 上条勇
上条 勇（上條 勇、かみじょう いさむ、1949年 - ）は、日本の経済学者、金沢大学名誉教授。
北海道生まれ。1973年北海道大学経済学部卒、78年同大学院経済学研究科博士課程単位取得退学。同大学経済学部助手を経て、1981年金沢大学経済学部講師、助教授、経済学経営学系教授。2015年定年退任、名誉教授。88年「ヒルファディングと現代資本主義 社会化・組織資本主義・ファシズム」で北大経済学博士。

## 著書
- 『ヒルファディングと現代資本主義 社会化・組織資本主義・ファシズム』梓出版社 1987
- 『民族と民族問題の社会思想史 オットー・バウアー民族理論の再評価』梓出版社 1994
- 『グローバリズムの幻影 市場崇拝と格差社会の経済学批判』梓出版社 2006
- 『ルドルフ・ヒルファディング 帝国主義論から現代資本主義論へ』御茶の水書房 2011
- 『日本を貧しくしないための経済学 ほんとうにだいじなお金の話』ナカニシヤ出版 2015

### 翻訳
- R.ヒルファディング『現代資本主義論』倉田稔共編訳 新評論 1983
- J.ブラウンタール『社会主義への第三の道 オットー・バウアーとオーストロ・マルクス主義』梓出版社 1990
- オットー バウアー『民族問題と社会民主主義』丸山敬一,太田仁樹,相田慎一、倉田稔共訳 御茶ノ水書房、2001

## 論文
- 上條勇